# The Thomas Hardye School

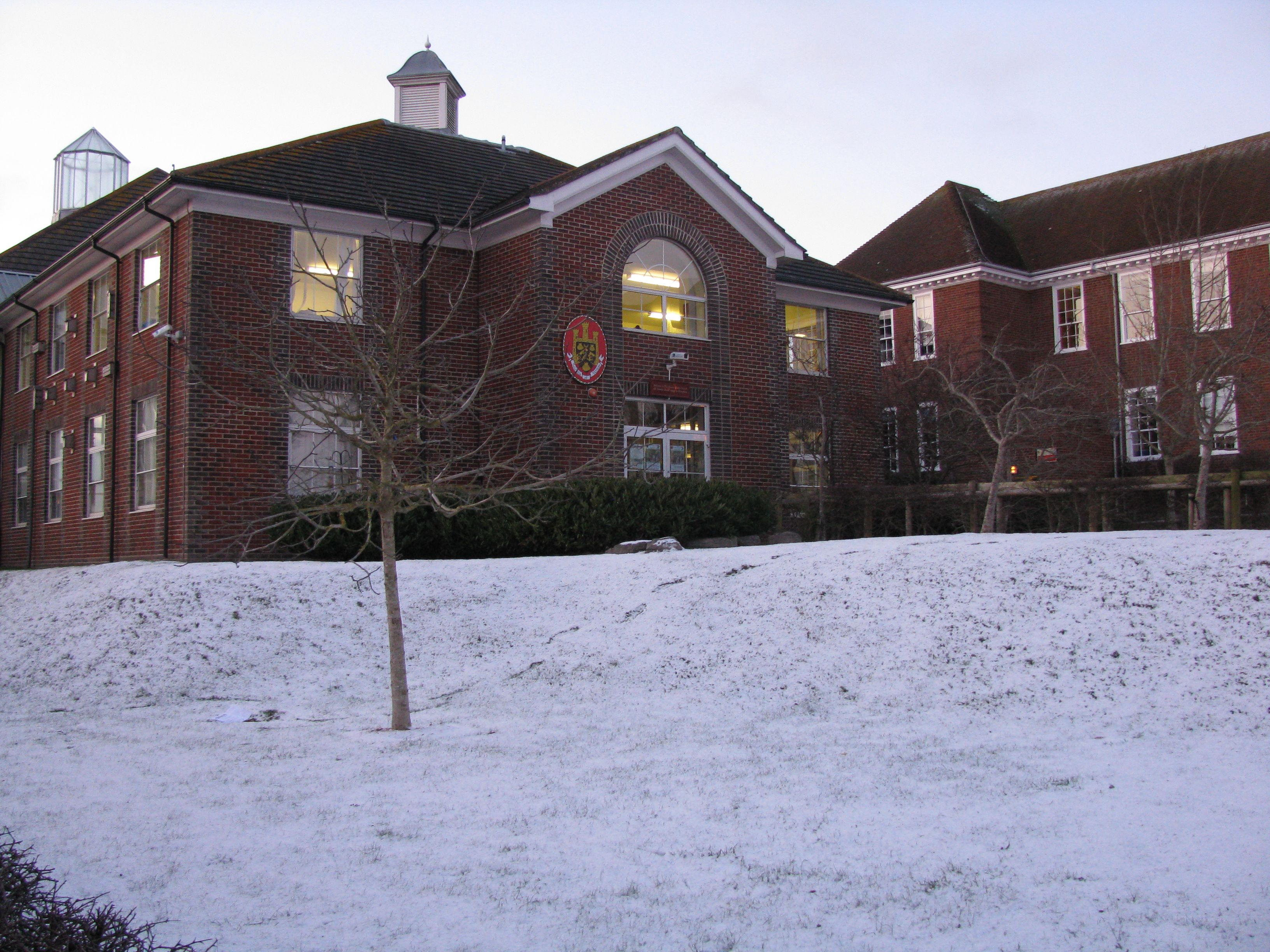
Cara frontal de la escuela.

La Escuela Thomas Hardye (en inglés: Thomas Hardye School) es una escuela secundaria ubicada en la localidad de Dorchester, en Dorset, Inglaterra. Los alumnos que estudian en este establecimiento financiado por el gobierno asisten al noveno año de su educación (13-14 años de edad), al décimo (14-15 años) o al décimo primero (15-16 años). La escuela posee además un centro de sixth form. Los estudiantes rinden exámenes Advanced Level y Vocational Certificate of Education. Cuenta con más de 2300 alumnos, incluyendo los más de 800 que estudian en cursos de preparación del sixth form.
La escuela actual, que es mixta, es el resultado de la fusión en 1992 de los antiguos establecimientos educativos de Hardye's School (de varones) y Castlefield School (de mujeres), siendo su edificio el que solía ser el de la escuela para niñas. El edificio del Hardye's School fue vendido y sobre su terreno se construyeron viviendas.
La escuela no debe su nombre a Thomas Hardy, el famoso escritor de Dorchester, ni al almirante Thomas Hardy, a quien se honra con un monumento ubicado cerca de la escuela, sino a una tercera persona del mismo nombre que fundó la primera escuela pública de Dorchester en el siglo XVI.